# Katja Lechthaler
Katja Lechthaler (* 1971 in München) ist eine deutsch-italienische Schauspielerin, Autorin und Kommunikationscoach.

## Leben
Lechthaler arbeitete zunächst als Journalistin bei einer Jugendzeitschrift, ehe sie von 1990 bis 1995 Germanistik, Pädagogik und Theaterwissenschaften studierte und nebenbei ein Aufbaustudium zur Spiel- und Theaterpädagogin absolvierte. In dieser Zeit begann sie für verschiedene Verlage Bücher zu illustrieren und arbeitete nach Beendigung ihrer Studien zwei Jahre als Projektmanagerin in einer Werbeagentur. 2005 erschien ihr Buch Alle Kinder spielen gerne Theater, in dem sie ihre Erfahrungen als Theaterpädagogin zusammenfasste. Nebenher hatte sie in dieser Eigenschaft Gastdozenturen an Universitäten und spielte an Münchner Off-Bühnen Theater.
2002 ging Lechthaler nach Rom und nahm dort bis 2005 Schauspielunterricht am Studio de Fazio. Bis heute schlossen sich mehrere Weiterbildungen an, wie Stimm- und weiteres Schauspieltraining (z. B. die Chubbuck-Technik). Lechthaler spielte häufiger beim Garmischer Kultursommer, weitere Gastspiele hatte sie in München am TamS, am Stadttheater Bozen und am Zimmertheater Tübingen, wo sie in dem Stück Heiteres Tun als Liesl Karlstadt auf der Bühne stand.
Seit 2007 ist Lechthaler auch häufig im Fernsehen präsent und überwiegend als Gastdarstellerin in bekannten Serien zu sehen, unter anderem 2008 in der mit zahlreichen Auszeichnungen bedachten Polizeiruf-110-Folge Rosis Baby.
Lechthaler, die neben Deutsch fließend Italienisch und Englisch spricht und die Südtiroler Mundart beherrscht, gibt weiterhin Präsenz- und Kommunikationstraining nach der von ihr und Carlo Magaletti entwickelten MyCharisma-Methode. Sie lebt in München und Bozen.

## Filmografie (Auswahl)
- 2007: Der Bulle von Tölz: Schonzeit
- 2007: Alles außer Sex – Falsche Helden
- 2007: Sturm der Liebe (Ep. #1.450)
- 2008: SOKO München – Der zweite Mann
- 2008: Polizeiruf 110 – Rosis Baby
- 2008: Unter Verdacht – Die falsche Frau
- 2009: Kommissar Stolberg – Die falsche Frau
- 2010: Die Rosenheim-Cops – Safe mit mörderischem Inhalt
- 2011: Hubert und Staller – Letzte Haltestelle Mord
- 2011: Herzflimmern – Die Klinik am See (Folgen 15–18)
- 2012: Die Garmisch-Cops – Badeschaum für einen Toten
- 2012: Die sechs Schwäne
- 2013: Frühlingsgefühle
- 2013: Forsthaus Falkenau – Illusionen
- 2014: Polizeiruf 110 – Morgengrauen
- 2015: Luis Trenker – Der schmale Grat der Wahrheit
- 2015: Monaco 110 – Liebe, Lüge, Leidenschaft
- 2016: Radegund
- 2016: SOKO Wismar – Der verlorene Sohn
- 2016: Neid ist auch keine Lösung
- 2016: SOKO München – Die rote Bank
- 2016: Landkrimi – Endabrechnung
- 2016: Tatort – Klingelingeling
- 2016–2017: CrimeTube Südtirol (3 Folgen)
- 2016–2017: Hammer & Sichl (3 Folgen als Elke)
- 2017: Der Bozen-Krimi – Am Abgrund
- 2018: Die Rosenheim-Cops – Der Besuch der jungen Dame
- 2018: Rosamunde Pilcher – Das Geheimnis der Blumeninsel
- 2018: Rufmord
- 2019: Tonio & Julia: Schuldgefühle
- 2020: Tatort: Unklare Lage
- 2020: Curon (Fernsehserie)
- 2020: Die Toten vom Bodensee – Der Blutritt (Fernsehreihe)
- 2021: Stadtkomödie – Die Lederhosenaffäre (Fernsehreihe)
- 2022: Broll + Baroni – Für immer tot (Fernsehfilm)
- 2023: Schnell ermittelt – Heidi Hofreiter
- 2023: Tatort: Was ist das für eine Welt
- 2023: Der Zürich-Krimi: Borchert und die Spur der Diamanten
- 2024: Persona Non Grata